# Euphorbia mexiae
Euphorbia mexiae är en törelväxtart som beskrevs av Paul Carpenter Standley. Euphorbia mexiae ingår i släktet törlar, och familjen törelväxter. Inga underarter finns listade i Catalogue of Life.